# Ÿ́
Ÿ́ (minuscule : ÿ́), appelé I grec tréma accent aigu, est une lettre latine utilisée dans les romanisations ISO 843, BGN/PCGN et GENUNG de l’alphabet grec.

## Utilisation
Dans l’ISO 843 et les romanisations BGN/PCGN et GENUNG de l’alphabet grec, ‹ Ÿ́, ÿ́ › translittère la lettre upsilon diérèse aigu ‹ Ϋ́, ΰ ›.

## Représentations informatiques
Le Y tréma accent aigu peut être représenté avec les caractères Unicode suivants : 
- composé et normalisé NFC (latin étendu additionnel) :

| forme     | représentation | chaîne de caractères | point de code | description                                             |
| --------- | -------------- | -------------------- | ------------- | ------------------------------------------------------- |
| capitale  | Ÿ́              | Ÿ́                    | U+0178 U+0301 | lettre majuscule latine y tréma diacritique accent aigu |
| minuscule | ÿ́              | ÿ́                    | U+00FF U+0301 | lettre minuscule latine y tréma diacritique accent aigu |

- décomposé et normalisé NFD (latin de base, diacritiques) :

| forme     | représentations | chaîne de caractères | point de code        | description                                                         |
| --------- | --------------- | -------------------- | -------------------- | ------------------------------------------------------------------- |
| capitale  | Ÿ́               | Y◌̈◌́                  | U+0049 U+0308 U+0301 | lettre majuscule latine y diacritique tréma diacritique accent aigu |
| minuscule | ÿ́               | y◌̈◌́                  | U+0069 U+0308 U+0301 | lettre minuscule latine y diacritique tréma diacritique accent aigu |